# 2023년 FISU 하계 세계 대학 경기 대회
2023년 FISU 하계 세계 대학 경기 대회(영어: 2023 FISU Summer World University Games, 러시아어: XXXII Летняя Универсиада)는 2023년 하계 유니버시아드(영어: 2023 Summer Universiade), XXXII 하계 세계 대학 경기 대회(영어: XXXII Summer World University Games)라는 명칭으로도 알려져 있는 FISU 세계 대학 경기 대회로 2023년에 러시아 예카테린부르크에서 열릴 예정이었다.
그러나 2022년 2월 24일에 일어난 러시아의 우크라이나 침공의 여파로 국제 대학 스포츠 연맹은 해당 대회를 무기한 연기한다고 밝혔고 2022년에 중국 청두에서 열릴 예정이던 2021년 하계 세계 대학 경기 대회가 2023년으로 연기됨에 따라 해당 대회는 공식적으로 취소되었다. 러시아 체육부는 예카테린부르크에서 FISU 하계 세계 대학 경기 대회를 대신하여 브릭스(BRICS), 상하이 협력 기구(SCO), 독립국가연합(CIS) 회원국이 참가하는 국제 대학 스포츠 경기 대회를 열기로 결정했다. 이에 따라 2023년 8월 19일부터 8월 31일까지 예카테린부르크에서 국제 대학 스포츠 페스티벌이 열렸다.